# هربیگ-هارو
شی هربیگ-هارو (انگلیسی: Herbig–Haro object) (HH) که با نام اجرام هربیگ-هارو نیز شناخته می‌شوند پاره‌های درخشان یک سحابی هستند که پدیداری آنها با ستاره‌های تازه متولدشده مرتبط است. آنها زمانی تشکیل می‌شوند که جت‌های باریک گاز نیمه یونیزه شده توسط ستارگان با ابرهای گاز و غبار مجاور با سرعت چند صد کیلومتر بر ثانیه برخورد می‌کنند. اجرام هربیگ-هارو معمولاً در نواحی نواحی سیاره‌زا یافت می‌شوند و اغلب در اطراف یک تک ستاره؛ همسو با محور چرخشی آن دیده می‌شوند. بسیاری از آنها در حدود یک پارسک (۳٫۲۶ سال نوری) از منبع قرار دارند، اگرچه برخی از آنها چندین پارسک دورتر مشاهده شده‌اند. اجسام HH پدیده‌هایی گذرا هستند که حدود چند ده‌هزار سال دوام می‌آورند. آنها می‌توانند در طی چند سال به‌طور قابل مشاهده تغییر کنند زیرا به سرعت از ستارهٔ والد خود دور می‌شوند و به ابرهای گازی فضای بین ستاره‌ای (رسانه بین ستاره‌ای یا ISM) می‌روند. مشاهدات تلسکوپ فضایی هابل تکامل پیچیده اجرام HH را در طی چند سال نشان داده‌است، زیرا بخش‌هایی از سحابی محو می‌شوند در حالی که برخی دیگر با برخورد با مواد توده‌ای محیط بین ستاره‌ای درخشان می‌شوند.
این پدیده نخستین بار در اواخر سدهٔ نوزدهم توسط شربورن وسلی برنهام مشاهده شد، اجرام هربیگ-هارو به‌عنوان یک نوع متمایز از سحابی انتشاری در دههٔ ۱۹۴۰ شناخته شدند. اولین اخترشناسانی که آنها را به تفصیل مطالعه کردند جرج هربیگ و گیلرمو هارو بودند که به‌نام آنها نامگذاری شده‌است. هربیگ و هارو زمانی که برای اولین بار این اجرام را تجزیه و تحلیل کردند، به‌طور مستقل روی مطالعات تشکیل ستاره کار می‌کردند و متوجه شدند که آنها محصول فرعی فرایند تشکیل ستاره هستند. اگرچه اجسام HH یک پدیده با طول موج قابل مشاهده هستند، اما بسیاری از آنها به‌دلیل غبار و گاز در این طول موج‌ها نامرئی می‌مانند و فقط در طول موج‌های فروسرخ قابل تشخیص هستند. چنین اجسامی، هنگامی که در فروسرخ نزدیک مشاهده می‌شوند، اجسام خط انتشار هیدروژن مولکولی (MHOs) نامیده می‌شوند.